# Италијански правопис
Италијански правопис (писање) користи варијанту латинског алфабета са 21 слова за писање италијанског језика. Овај чланак се фокусира на писању стандардног италијанског језика, заснован историјски на фјорентинском дијалекту.
Италијански правопис је веома правилан и има скоро једнозначну кореспонденцију између слова или низова слова и гласова, односно скоро је фонемски правопис. Главни изузеци су да постављање нагласка и квалитет самогласника (за ⟨e⟩ и ⟨o⟩) нису забележени, ⟨s⟩ и ⟨z⟩ могу бити гласовни или не, ⟨i⟩ и ⟨u⟩ могу представљати самогласнике или полугласнике, и, као и код француског, ⟨h⟩ је тихо. 

## Алфабет
Основна абецеда се састоји од 21 слова: пет самогласника (A, E, I, O, U) и 16 сугласника. Слова J, K, W, X и Y нису део одговарајуће абецеде и појављују се само у позајмљеним речима (нпр. ʼjeansʼ, ʼweekendʼ), страним именима, и у неколицини домаћих речи — као што су имена Језоло, Бетино Кракси и Валтер, која сви потичу из регионалних језика. Поред тога, гравис, акутни и циркумфлексни акценти могу модификовати самогласничка слова. 
| Слово | Име                | ИПА           | Дијакритике |
| ----- | ------------------ | ------------- | ----------- |
| A, a  | a [ˈa]             | /a/           | à           |
| B, b  | bi [ˈbi]           | /b/           |             |
| C, c  | ci [ˈtʃi]          | /k/ или /tʃ/  |             |
| D, d  | di [ˈdi]           | /d/           |             |
| E, e  | e [ˈe]             | /e/ или /ɛ/   | è, é        |
| F, f  | effe [ˈɛffe]       | /f/           |             |
| G, g  | gi [ˈdʒi]          | /g/ или /dʒ/  |             |
| H, h  | acca [ˈakka]       | тихо слово    |             |
| I, i  | i [ˈi]             | /i/ или /j/   | ì, í, î     |
| L, l  | elle [ˈɛlle]       | /l/           |             |
| M, m  | emme [ˈɛmme]       | /m/           |             |
| N, n  | enne [ˈɛnne]       | /n/           |             |
| O, o  | o [ˈɔ]             | /o/ или /ɔ/   | ò, ó        |
| P, p  | pi [ˈpi]           | /p/           |             |
| Q, q  | cu (qu) [ˈku]      | /k/           |             |
| R, r  | erre [ˈɛrre]       | /r/           |             |
| S, s  | esse [ˈɛsse]       | /s/ или /z/   |             |
| T, t  | ti [ˈti]           | /t/           |             |
| U, u  | u [ˈu]             | /u/ или /w/   | ù, ú        |
| V, v  | vi [ˈvi], vu [ˈvu] | /v/           |             |
| Z, z  | zeta [ˈdzɛːta]     | /ts/ или /dz/ |             |

Двоструки сугласници су геминирани: fatto [ˈfatto], palla [ˈpalla], bevve [ˈbevve], итд.